# Leopoldo Bianchini
Leopoldo Bianchini, conocido como Piccolo Campanino (Siena, Italia, 9 de octubre de 1830 – Ibídem, agosto de 1884) fue un jockey italiano, vencedor del Palio de Siena en 1856.
Hijo de Campanino (Francesco Bianchini) y nieto de Cicciolesso (Luigi Brandani), corrió en la Piazza del Campo en 17 ocasiones, venciendo el 2 de julio de 1856 bajo los colores de la Contrada de la Civetta. Debería haber corrido el 16 de agosto de 1847 con la yegua Chiocciola, pero no pudo hacerlo debido a un infortunio ocurrido a su montura en la salida, quien sufrió diversas heridas. Tomó la salida el año siguiente, siempre sobre la Chiocciola. Para obtener su única victoria tuvo que esperar hasta el 2 de julio de 1856, en su décima presencia en el Palio de Siena. Corrió otras 7 veces, pero no pudo lograr ninguna otra victoria.